# Arany Katedra emlékplakett
Az Arany Katedra emlékplakett az oktatási miniszter által adományozható egyik szakmai elismerés. Azoknak az óvodai, általános iskolai, szakiskolai és középiskolai oktatási-nevelési intézményekben dolgozó pedagógusoknak adományozható, akik hosszú időn át a gyermekek oktatása-nevelése érdekében kiemelkedő munkát végeznek. Az emlékplakettet évente 100 személy kaphatja. A kitüntetett az adományozást igazoló okiratot és plakettet kap.
2013. I. 1-jétől megszűnt ez a szakmai elismerés.

## Az emlékplakett
Az emlékplakett Fritz Mihály szobrászművész alkotása. Kerek alakú, arany bevonatú, bronzból készült vertérem, átmérője 60, vastagsága 8 mm. Az emlékplakett egyoldalas, az alsó mezőben faragott, míves katedrát, a felső mezőben Arany Katedra Emlékplakett feliratot ábrázol.